# Сент-Мейнрад (Індіана)
Сент-Мейнрад (англ. Saint Meinrad) — переписна місцевість (CDP) в США, в окрузі Спенсер штату Індіана. Населення — 664 особи (2020).

## Географія
Сент-Мейнрад розташований за координатами 38°10′4″ пн. ш. 86°49′41″ зх. д. / 38.16778° пн. ш. 86.82806° зх. д. (38.167888, -86.828039).  За даними Бюро перепису населення США в 2010 році переписна місцевість мала площу 4,32 км², з яких 4,26 км² — суходіл та 0,06 км² — водойми.

## Демографія
Згідно з переписом 2010 року, у переписній місцевості мешкало 706 осіб у 224 домогосподарствах у складі 140 родин. Густота населення становила 164 особи/км².  Було 242 помешкання (56/км²).
Расовий склад населення:
| - 97,0 % — білих - 0,7 % — азіатів - 0,6 % — корінних американців - 0,3 % — чорних або афроамериканців |

До двох чи більше рас належало 1,0 %. Частка іспаномовних становила 0,6 % від усіх жителів.
За віковим діапазоном населення розподілялося таким чином: 18,6 % — особи молодші 18 років, 55,6 % — особи у віці 18—64 років, 25,8 % — особи у віці 65 років та старші. Медіана віку мешканця становила 47,7 року. На 100 осіб жіночої статі у переписній місцевості припадало 166,4 чоловіків;  на 100 жінок у віці від 18 років та старших — 179,1 чоловіків також старших 18 років.
Середній дохід на одне домашнє господарство  становив 52 089 доларів США (медіана — 53 472), а середній дохід на одну сім'ю — 62 827 доларів (медіана — 54 352). За межею бідності перебувало 24,9 % осіб, у тому числі 0,0 % дітей у віці до 18 років та 56,1 % осіб у віці 65 років та старших.
Цивільне працевлаштоване населення становило 264 особи. Основні галузі зайнятості: освіта, охорона здоров'я та соціальна допомога — 19,3 %, виробництво — 17,0 %, транспорт — 16,3 %.